# Niżni Rycerowy Zawracik
Niżni Rycerowy Zawracik (niem. Unterer Rittersattel, słow. Nižný Licierov závrat, węg. Alsó-Lovag-nyereg) – położona na wysokości 1860 m przełęcz w Liptowskich Kopach w słowackich Tatrach Wysokich. Znajduje się w ich bocznym grzbiecie, pomiędzy Wyżnią Magurą Rycerową (1997 m), a położoną po jej północnej stronie Rycerową Kopą (1901 m). Jest to szeroka i trawiasta przełęcz, będąca jedynym miejscem, z którego łatwo można dostać się na szczyt Rycerowej Kopy. Wschodnie stoki przełęczy opadają do dna Wielkiego Rycerowego, zachodnie do dna Małego Rycerowego. Obydwa to mało strome trawniki z zanikającymi śladami ścieżynek, o których Władysław Cywiński w 2005 r. pisał: raczej zwierzęcych, niż ludzkich.
Cały rejon Kop Liptowskich był wypasany co najmniej od XVIII wieku. Od 1949 r. Liptowskie Kopy są obszarem ochrony ścisłej Tatrzańskiego Parku Narodowego z zakazem wstępu. 

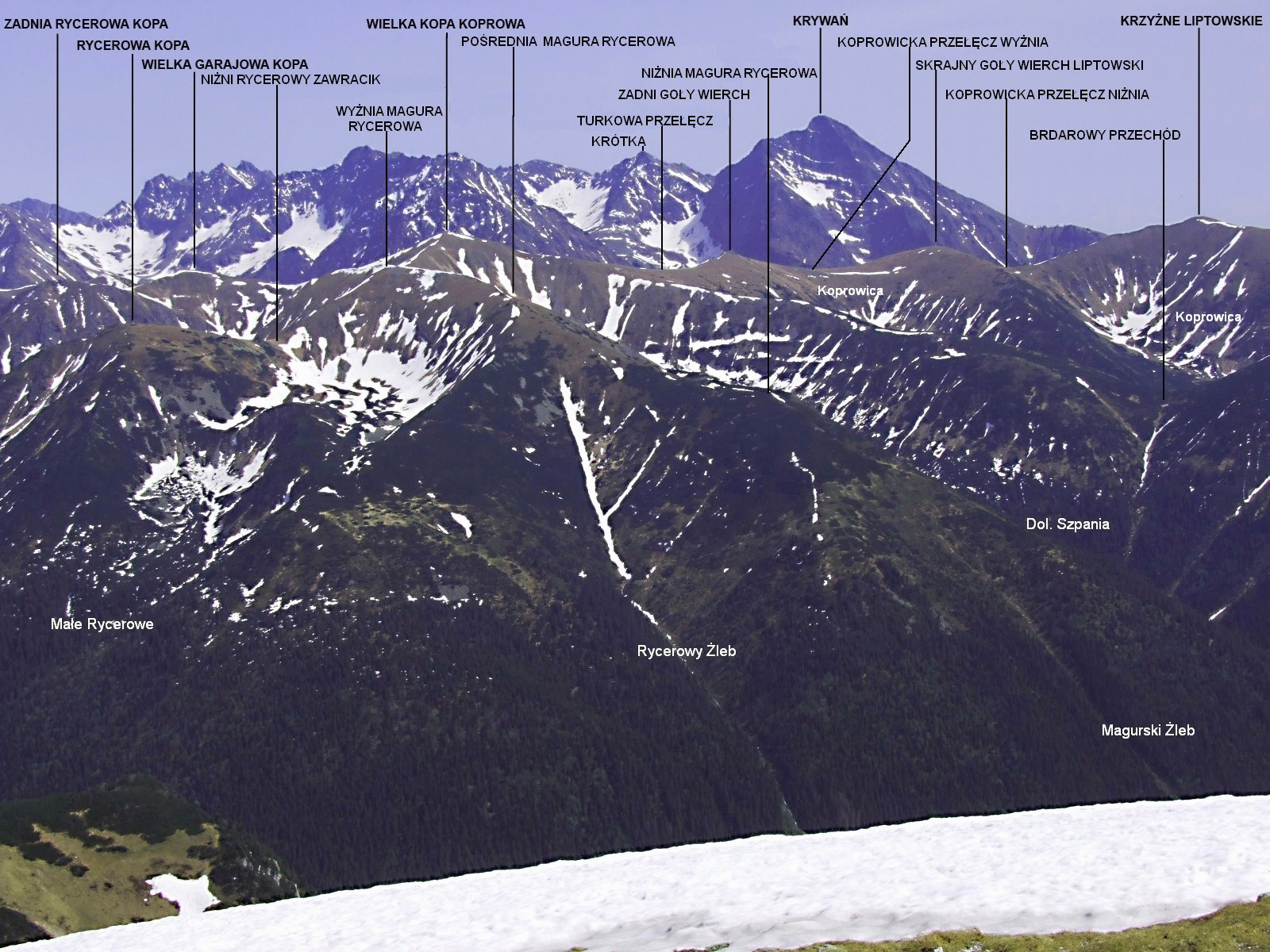
Widok z Małołączniaka